# Virgilio Verucci
Virgilio Verucci (Norcia, 28 ottobre 1586 – 1650) è stato un drammaturgo italiano.

## Biografia
Di origine umbra, autore di varie commedie ridicolose, la sua produzione è stata inquadrata nel contesto della tradizione delle Bartocciate, componimenti giocosi che traggono il nome dalla maschera di Bartoccio, caricatura del rustico benestante del Pian del Tevere la cui parlata dialettale veniva ripresa in maniera enfatica e parodistica.
Fu anche attore, principalmente nei panni di Pantalone; a lui si deve inoltre l'invenzione, nel Pantalone innamorato (1663), della maschera perugina di Guazzetto.
Il suo nome si trova annoverato tra i più celebri commediografi del suo tempo e come poeta di grande reputazione nella Accademia degli Intrigati di Roma, da lui fondata nel 1606 e dove ebbe il titolo di Accademico Universale; appartenne anche alla Accademia degli Umoristi e a quella dei Divisi.
Le commedie di Verucci, nel loro allontanarsi dal genere classico, consentono di farsi un'idea di quello che dovette essere il teatro popolare italiano tra Cinquecento e Seicento; commedie particolarmente rappresentative in quanto più volte ristampate e largamente diffuse, come La moglie superba che superò le duemila copie di tiratura.
Dottore in legge, lasciò alcuni scritti legali, dei quali non se ne ha finora notizia; per la sua perizia nella giurisprudenza e per la probità dei suoi costumi, sostenne più volte la carica di governatore in alcune città dello Stato Pontificio, come Vallinfreda e Montemarciano, di podestà di Foligno e di giudice a Tolfa e ad Ascoli.

## Novità
La novità del teatro di Verucci è nell'uso di vari dialetti e perciò delle maschere (Colombina, Pulcinella, Pantalone, ecc.), che Verucci adoperò con una larghezza senza pari.
Si tratta probabilmente di una reazione all'egemonia del toscano che il Cinquecento aveva tentato di imporre in tutti i generi letterari: Verucci intendeva forse polemizzare con gli accademici fiorentini quando scriveva nel Prologo della Porzia:
Il più abbondante uso di dialetti nella sua produzione è riscontrabile nella commedia che appunto da questa particolarità prende il titolo, Li Diversi Linguaggi, e che rimase un esempio nel suo genere.
In realtà tutti i dialetti di questa commedia — il veneziano, il bergamasco, il romanesco, il siciliano, il bolognese, il napoletano, il perugino, l'italo-francese — sono approssimativi, ma l'autore cerca di giustificare la loro forma abbozzata, affermando che i personaggi dialettali, trovandosi fuori di patria, fingono di  sforzarsi «di pigliare il parlar comune».
Diversamente dalla commedia dell'arte Verucci attribuisce il dialetto anche a personaggi — amorosi e prime donne — che tradizionalmente utilizzavano il toscano: Silvio, l'innamorato, che giustifica il suo parlare bolognese adducendo come scusa il tempo trascorso a Bologna; Aristotele da Zizilia mescola il latino del pedante cinquecentesco con un suo ipotetico siciliano: «Horsù già che sèmo armati no pezzu a spassu, tempus est iterum progredendi; ma, ohimè, eccomi innanti la casa della mia risplenditissima stella; Sisto gradum» e il vecchio 
messer Claudio il quale parla un italiano appena variato attraverso il ricorso a qualche arbitraria desinenza francese.
Mario Apollonio ha scritto: «Virgilio Verucci è un letterato consapevole dei suoi mezzi, capace di difendere i suoi interessi artistici: ottimo commediografo, come dimostrano le commedie, e critico avveduto; ma un accento più dilettante mantiene».

## Opere
- I Diversi Linguaggi, Venezia, Alessandro Vecchj, 1609.
- L'Ersilia, Venezia, Antonio Turini, 1611.
- Il Servo Astuto, Venezia, Alessandro Vecchj, 1612.
- Il Pantalone Innamorato, Viterbo, per il Discepolo, 1619.
- La Porzia, Viterbo, per il Discepolo, 1622.
- La Vendetta Amorosa, Viterbo, per il Discepolo, 1624.
- Dispettoso Marito, Venezia, Angelo Salvatori, 1626.
- La Spada Fatale, Viterbo, per il Discepolo, 1627.
- La Colombina, Foligno, Agostino Altieri, 1628.
- Le Schiave, Venezia, Salvatori, 1630.
- La Moglie Superba, Viterbo, per il Discepolo, 1630. Ristampa:  M. Apollonio (a cura di), La moglie superba, in Commedia italiana. Raccolta di commedie da Cielo D'Alcamo a Goldoni, Milano, Bompiani, 1947,  pp. 591-650.